# Altamura Calcio 1989-1990
Questa voce raccoglie le informazioni riguardanti l'Altamura Calcio nelle competizioni ufficiali della stagione 1989-1990.

## Rosa
| N. |                   | Ruolo | Calciatore          |
| -- | ----------------- | ----- | ------------------- |
|    | Italia (bandiera) | P     | Saverio Abbrescia   |
|    | Italia (bandiera) | D     | Domenico Baccilieri |
|    | Italia (bandiera) | C     | Giovanni Bigi       |
|    | Italia (bandiera) | C     | Vito Bitetto        |
|    | Italia (bandiera) | A     | Emanuele Cancellato |
|    | Italia (bandiera) | D     | Nicola Cassano      |
|    | Italia (bandiera) | C     | Michele Colasanto   |
|    | Italia (bandiera) | C     | Giovanni Colonna    |
|    | Italia (bandiera) | D     | Domenico Cornacchia |
|    | Italia (bandiera) | C     | Paolo D'Angelo      |
|    | Italia (bandiera) | C     | Andrea De Gregorio  |
|    | Italia (bandiera) | D     | Franco Falcetta     |

| N. |                   | Ruolo | Calciatore            |
| -- | ----------------- | ----- | --------------------- |
|    | Italia (bandiera) |       | Ghirardelli           |
|    | Italia (bandiera) | D     | Matteo Lauriola       |
|    | Italia (bandiera) | A     | Paolo Natalicchio     |
|    | Italia (bandiera) | C     | Giorgio Olivari       |
|    | Italia (bandiera) | A     | Marco Pennacci        |
|    | Italia (bandiera) | C     | Onofrio Quattromini   |
|    | Italia (bandiera) | A     | Agostino Spica        |
|    | Italia (bandiera) | P     | Pietro Spinosa        |
|    | Italia (bandiera) | A     | Pasquale Squicciarini |
|    | Italia (bandiera) | C     | Donato Tataranni      |
|    | Italia (bandiera) | C     | Francesco Villirillo  |